# 窪田孝行
窪田 孝行（くぼた たかゆき、1934年9月20日 - 2024年8月）は日系アメリカ人の空手の達人。彼は剛速流空手の創始者であり、国際空手協会の創設者であり会長である。窪田は、剛速流空手宗家の称号を手にしている。また、クボタン自衛キーホルダーの発明者であり、商標の所有者でもある。
2024年8月15日までに死去した。

## 発明

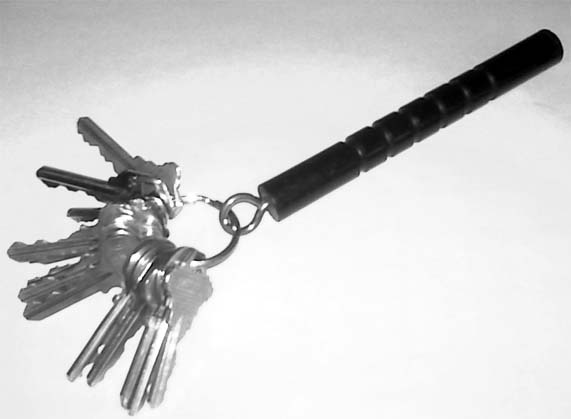
クボタンのキーホルダー

5インチ半のプラスチック製のクボタンキーチェーンは、クボタの最も重要な発明である。これはロサンゼルス女性警察官のためのツールとして設計され、1978年に商標として登録された。  クボタはまた、1991年に特許を取得した別の自衛兵器であるクボタイも開発した クボタイは、 リストロックを使用し、敵を固定するために使用されている。